# Viktoriya Mirtcheva
Viktoriya Mirtcheva (ukrainien : Вікторія Мірчева) est une joueuse ukrainienne de basket-ball née le 17 janvier 1987 à Berdiansk (Ukraine).

## Biographie
En 2012, elle signe en France à Nantes-Rezé et aligne 10,4 points, 4,5 rebonds en Eurocoupe et 6,5 points, 2,9 rebonds en LFB. L'été 2013, elle est sélectionnée en équipe nationale pour 7,3 points et 6 rebonds. En octobre 2013, elle est engagée par Tarbes pour remplacer Mirna Mazić dont le contrat est rompu après cinq rencontres (5,2 points et 4,2 rebonds). Elle poursuit son tour de France en signant fin juillet 2014 pour le promu COB Calais. Après cette saison à Calais (12,6 points et 5,6 rebonds en championnat), elle s'engage pour le club turc de Istanbul Universitesi, qualifié pour l'Eurocoupe 2015-2016

## Clubs
| Saisons    | Équipe                | Pays      |
| 2005-2008  | Dunav Rouse           | Bulgarie  |
| 2008-2009  | Pabianice             | Pologne   |
| 2008-2009  | Galitskaya            | Ukraine   |
| 2009-2010  | Noerdlingen           | Allemagne |
| 2010-2011  | Roche Vendée          | France    |
| 2011-2012  | VS Prague             | Tchéquie  |
| 2011-2012  | USK Prague            | Tchéquie  |
| 2012-2013  | Nantes-Rezé Basket 44 | France    |
| 2013-2014  | Tarbes Gespe Bigorre  | France    |
| 2014- 2015 | COB Calais            | France    |
| 2015-      | Istanbul Universitesi | Turquie   |

## Palmarès
- Championne de République Tchèque en 2012
- Championne de Bulgarie en 2008